# 토미 모
토머스 스벤 "토미" 모(영어: Thomas Sven "Tommy" Moe, 1970년 2월 17일~)는 미국의 알파인 스키 선수이다. 1994년 동계 올림픽 남자 활강 부문에서 금메달, 슈퍼대회전 부문에서 은메달을 획득했다.